# Náo loạn ở Hoyerswerda
Náo loạn ở Hoyerswerda là những vụ tụ tập phá rối vì kỳ thị chủng tộc tại thành phố Hoyerswerda ở bang Sachsen, Đức từ ngày 17 cho tới 23 tháng 9 năm 1991. Trong đó có một nhà cư trú của những người ngoại quốc lao động qua hợp đồng (Vertragsarbeiter) cũng như một trại tị nạn đã bị tấn công. Có lúc có tới 500 người đứng trước những căn nhà này và tham dự vào những cuộc phá hoại. Cảnh sát đã không thể dập tắt những cuộc tấn công này. Những sự cố này đã được báo chí, truyền thông Đức tường thuật đầy chi tiết. Những vụ tụ tập phá rối này ở Hoyerswerda khởi đầu cho một loạt phá rối trật tự vì có ác cảm với người ngoại quốc đầu thập niên 1990 ở Đức.

## Quá trình

### Tấn công vào ký túc xá công nhân hợp đồng
Ngày 17 Tháng 9 năm 1991, ít nhất tám thiếu niên nhóm tân phát xít tấn công tại sân chợ của Hoyerswerda người Việt bán lẻ. Những người này cahjy trốn vào một ký túc xá cho công nhân hợp đồng. Tòa nhà 11 tầng ở đường Albert Schweitzer là nhà cho khoảng 120 công nhân lao động hợp đồng chủ yếu từ Mozambique và Việt Nam, làm việc cho hãng khai thác than Lausitzer Braunkohle AG, mà hợp đồng lao động chấm dứt vào cuối tháng Chín hoặc đầu tháng 12 năm 1991. Trong vòng vài giờ, 3-4 chục phần tử tân phát xít trẻ đã tụ tập trước tòa nhà và bắt đầu la hét các khẩu hiệu và ném đá. Người dân ở ký túc xá bắt đầu sau đó một phần tự bảo vệ bằng vũ lực. Sau ít nhất hai giờ, cảnh sát đến và phong tỏa tòa nhà. Vào tối ngày 18 tháng 9, vài chục phần tử phát xít tấn công ký túc xá với đá và bom xăng. Người dân ở chung quanh tụ tập đến, hoặc quan sát một cách thụ động hoặc vỗ tay. Cảnh sát hầu như không can thiệp vào. Trong số những kẻ tấn công cũng có nhiều đồng nghiệp của những người lao động hợp đồng ở hãng khai thác than.
Cuối cùng, những người lao động hợp đồng đã được di tản. 60 người được hộ tống bởi cảnh sát vào ngày 20, đưa tới xe buýt để ra khỏi Hoyerswerda. Hầu như tất cả các công nhân lao động hợp đồng được vận chuyển trực tiếp đến Frankfurt am Main hoặc Berlin và bị trục xuất từ đó.